# Maison de Vladislav Ćertić à Kusadak
La maison de Vladislav Ćertić à Kusadak (en serbe cyrillique : Кућа Владислава Ћертића у Кусатку ; en serbe latin : Kuća Vladislava Ćertića u Kusatku) se trouve à Kusadak, dans la municipalité de Smederevska Palanka et dans le district de Podunavlje, en Serbie. Elle est inscrite sur la liste des monuments culturels protégés de la république de Serbie (identifiant no SK 1709).